# Agua Fría, Sinaloa
Agua Fría är en ort i Mexiko.   Den ligger i kommunen Sinaloa och delstaten Sinaloa, i den västra delen av landet, 1 200 km nordväst om huvudstaden Mexico City. Agua Fría ligger 52 meter över havet och antalet invånare är 280.
Terrängen runt Agua Fría är platt. Runt Agua Fría är det ganska tätbefolkat, med 72 invånare per kvadratkilometer. Närmaste större samhälle är Sinaloa de Leyva, 10,8 km nordost om Agua Fría. Trakten runt Agua Fría består till största delen av jordbruksmark.